# Pipharar
Pipharar (Ochotonidae) är en familj i ordningen hardjur (Lagomorpha) som omfattar ett enda släkte Ochotona. Deras närmaste släktingar är de egentliga hardjuren, det vill säga harar och kaniner (Leporidae).

## Utseende
Piphararna har korta breda öron, saknar yttre svans och har till skillnad från familjen Leporidae bakben av vanlig längd. De har välutvecklade nyckelben, breda och tvåspetsade framtänder men endast två äkta kindtänder i överkäken. Kroppen är ungefär 18–20 cm lång och svansen 2 cm eller kortare. Vikten varierar mellan 100 och 400 gram, beroende på art.

## Utbredning
Piphararna finns både i bergsmiljöer och i skogar och på stäpper i främst Nordamerika och Asien. Den enda europeiska arten är dvärgpipharen (Ochotona pusilla) som förekommer från Volga och södra Ural till västra Sibirien. Ytterligare en art som förut förekom i Mellaneuropa är fjällpipharen (Ochotona alpina), men som nu endast påträffas i glesa bestånd i västra och mellersta Sibirien.
Ochotona dauurica eller ogotonan är vanligt förekommande på stäppen i norra Kina, Mongoliet och Tibet, där deras förråd av gräs kan nå storlekar som större myrstackar. Ogotonan är i likhet med övriga asiatiska pipharar brun eller roströd och på undersidan vit.
De amerikanska piphararna indelas i två arter, nordamerikansk pika (Ochotona princeps), även bara kallad pika, och alaskapiphare (Ochotona collaris). Alaskapipharen förekommer endast i Alaska och nordvästra Kanada. Denna piphare är brun eller brunsvart på ovansidan med en gråvit rand över sidan, ljus krage och krämvit undersida. Den nordamerikanska pikan förekommer i västra Nordamerika från södra British Columbia och sydvästra Alberta i Kanada till Kalifornien och New Mexico i USA. Den är gråaktig på ovansidan med mera rödbrunt huvud eller svartbrun till rödbrun över hela kroppen. Undersidan är ljusgrå. Den har ingen ljus krage. 

## Levnadssätt

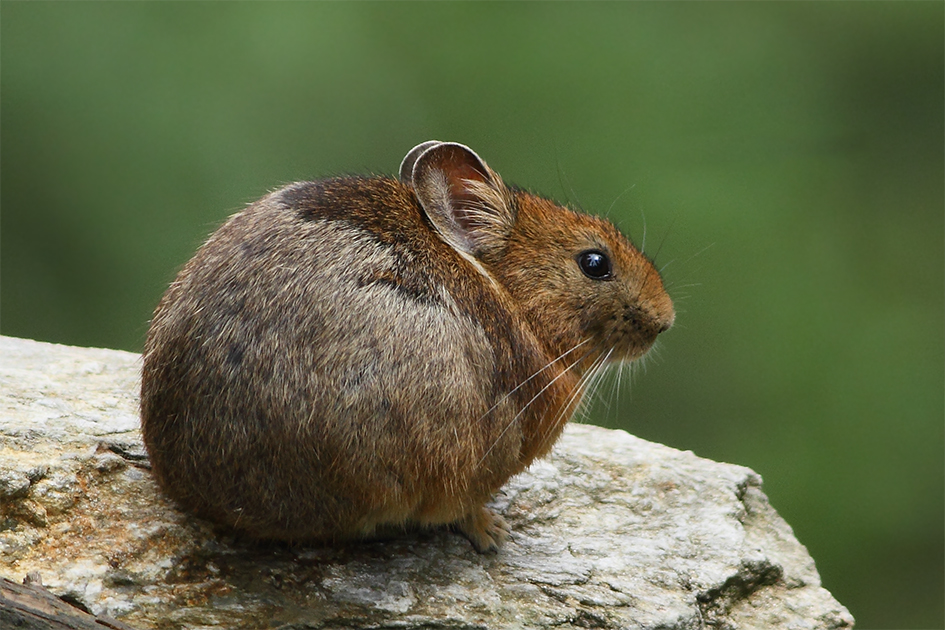
Himalayapiphare

Pipharar förekommer beroende på art oftast i en av två huvudsakliga livsmiljöer. Den ena typen är steniga livsmiljöer, som bergssluttningar med klippor eller rasbranter och alpina ängar, och den andra typen är ängs-, stäpp-, skogs- och buskmiljöer. Vissa arter förekommer i båda livsmiljötyperna. Pipharar som lever i steniga livsmiljöer lägger ofta sina boplatser på bergens rasbranter, där de tar sig fram med långa skutt mellan klippblocken. Att de sällan faller beror på dess nakna trampdynor med en kornig yta nära tåspetsarna. Fötterna är i övrigt hårbeklädda, liksom resten av djuret. 
Pipharar lever beroende på art i familjegrupper, i par eller individuellt (utanför parningstiden). Djuren är i första hand dagaktiva. Varningslätet är det gälla, fågelliknande pip som givit familjen dess namn och som låter höra sig ihållande från hela kolonin när människor eller övriga hot närmar sig.
Pipharar är ihärdiga förrådssamlare inför vintern och börjar på sensommaren och hösten att samla in växter för lagring. De samlar främst olika blommande örter, men också blad av gräs och kvistar och blad av lövbuskar och lövsly. De bär hem det de införskaffat och bygger upp högar av förråd. Dessa placeras i lä för vinden bakom en sten eller en nedfallen trädstam där det soltorkas till hö. Förrådssamlandet är ingen kollektiv verksamhet; varje individ samlar till sitt eget förråd som både vaktas och vid regn flyttas ned under jord för att inte förstöras. Det är vanligt att individer försöker stjäla hö av varandra; den åtföljande konflikten utnyttjas ofta av rovfåglar eller andra rovdjur.
Ungarna föds under hela sommarhalvåret från maj till september och övergår mycket tidigt till växtföda. Under vintern är pipharar fullt aktiva och lever av sina vinterförråd.

## Systematik
Enligt Wilson & Reeder (2005) finns 31 nu levande arter och en utdöd art som placeras i ett eget släkte:
- Släkte Ochotona
  - Ochotona cansus (Lyon, 1907) - förekommer i Kina.
  - Ochotona curzoniae (Hodgson, 1857) - förekommer i Tibet.
  - Ogotona (Ochotona dauurica) (Pallas, 1776) - förekommer i sydöstra Ryssland, Mongoliet och norra Kina.
  - Ochotona huangensis (Matschie, 1908) - förekommer i bergsregioner i Kina.
  - Ochotona nubrica (Thomas, 1922) - förekommer i nordligaste Indien, Nepal och Tibet.
  - Dvärgpiphare (Ochotona pusilla) (Pallas, 1769) - förekommer i södra Ryssland och Kazakstan.
  - Afghansk piphare (Ochotona rufescens) (Gray, 1842) - förekommer i Afghanistan, Pakistan, Iran, Armenien och Turkmenistan.
  - Ochotona thibetana (Milne-Edwards, 1871) - förekommer i södra Kina, norra Myanmar och Sikkim.
  - Ochotona thomasi (Argyropulo, 1948) - förekommer i provinsen Qinghai i Kina.
  - Fjällpiphare (Ochotona alpina) (Pallas, 1773) - förekommer i södra Ryssland, norra Kazakstan, Mongoliet och Kina.
  - Ochotona argentata (Howell, 1928) - förekommer i provinsen Ningxia i Kina.
  - Alaskapiphare (Ochotona collaris) (Nelson, 1893) - förekommer i Kanada och sydöstra Alaska.
  - Ochotona hoffmanni (Formosov et al., 1996) - förekommer i Mongoliet.
  - Sibirisk piphare (Ochotona hyperborea) (Pallas, 1811) - förekommer i ryska Sibirien, norra Mongoliet, Kina och Japan.
  - Mongolisk piphare (Ochotona pallasi) (Gray, 1867) - förekommer i Kazakstan, Ryssland, Mongoliet och Kina.
  - Ochotona princeps (Richardson, 1828) - förekommer i södra Kanada och västra USA.
  - Ochotona turuchanensis (Naumov, 1934) - förekommer i ryska Sibirien.
  - Ochotona erythrotis (Büchner, 1890) - förekommer i Kina.
  - Ochotona forresti (Thomas, 1923) - förekommer i Tibet, Burma, Sikkim och Bhutan.
  - Ochotona gaoligongensis (Wang, Gong, & Duan, 1988) - förekommer i provinsen Yunnan i Kina.
  - Ochotona gloveri (Thomas, 1922) - förekommer i södra Kina.
  - Ochotona himalayana (Feng, 1973) - förekommer i Tibet.
  - Ochotona iliensis (Li & Ma, 1986) - förekommer i provinsen Xinjiang i Kina.
  - Ochotona koslowi (Büchner, 1894) - förekommer i Kina.
  - Ochotona ladacensis (Günther, 1875) - förekommer i västra Kina, Kashmir och Pakistan.
  - Storörad piphare (Ochotona macrotis) (Günther, 1875) - förekommer i centrala och södra Asien.
  - Ochotona muliensis (Pen & Feng, 1962) - förekommer i provinsen Sichuan i Kina.
  - Ochotona nigritia (Gong et al., 2000) - förekommer i provinsen Yunnan i Kina.
  - Himalayapiphare (Ochotona roylei) (Ogilby, 1839) - förekommer i Himalaya (i Pakistan, Indien och Nepal).
  - Röd piphare (Ochotona rutila) (Severtzov, 1873) -förekommer i centrala och södra Asien.
- Släkte † Prolagus
  - † Prolagus sardus (Wagner, 1832) - förekom fram till 1800-talet på Sardinien och Korsika.